# Germar Rudolf
Germar Rudolf, noto anche come Germar Scheerer, (Limburg an der Lahn, 29 ottobre 1964), è un chimico tedesco e negazionista dell'Olocausto.

## Biografia
Nel 1983 ha conseguito la maturità a Remscheid, poi ha studiato chimica a Bonn, laureandosi nel 1989 con un master. Da studente è entrato a far parte dell'AV Tuisconia Königsberg zu Bonn e del KDSt.V. Nordgau Prag zu Stuttgart, confraternite cattoliche appartenenti alla Cartellverband. Dopo aver sostenuto la CSU/CDU, divenne membro dei repubblicani. Dopo il servizio militare nell'aeronautica militare tedesca, nell'ottobre 1990 entra a far parte del Max Planck Institute for Solid State Research di Stoccarda, dove prepara una tesi di dottorato.
Nel 1991, Rudolf iniziò a lavorare su un documento intitolato Rapporto sulla formazione e verificabilità dei composti di cianuro nelle "camere a gas" di Auschwitz, per conto dell'avvocato di Düsseldorf Hajo Herrmann, un ex pilota della Luftwaffe. Nel 1993, questo lavoro fu riportato dai media e a Rudolf fu ordinato di non entrare più nell'Istituto Max Planck senza permesso. Quando lo ha fatto, il suo impiego è stato interrotto senza preavviso. Nel 1994, questo licenziamento è stato convertito in una risoluzione di comune accordo.
Nel 1996, l'Università di Stoccarda ha chiesto a Rudolf di ritirare la sua domanda per un esame finale di dottorato, o sarebbe stata respinta, rendendo inutile la sua tesi di dottorato. La base legale della richiesta è una legge tedesca che consente alle università di negare o ritirare titoli accademici se il candidato ha usato le sue credenziali o le conoscenze accademiche per commettere un reato. Rudolf ha successivamente ritirato la sua domanda.
Tra il 1991 e il 1994, Herrmann e altri avvocati hanno utilizzato il rapporto Auschwitz di Rudolf per difendere diversi negazionisti dell'Olocausto, tra cui Otto Ernst Remer, un ex ufficiale della Wehrmacht accusato di Volksverhetzung (incitamento all'odio). Rudolf sapeva che il suo lavoro sarebbe stato associato alla negazione dell'Olocausto , ma ha insistito sul fatto che anche Remer aveva diritto alla difesa legale. Rudolf ha dichiarato che le sue scoperte ad Auschwitz e Birkenau "hanno completamente infranto la sua visione del mondo". Tra l'altro, il rapporto di Rudolf afferma che nei campioni prelevati ad Auschwitz si possono trovare solo tracce insignificanti di composti di cianuro. Tuttavia, Richard Green e Jamie McCarthy di The Holocaust History Project hanno criticato il rapporto, affermando che, come Fred Leuchter nel suo rapporto, Rudolf non ha discriminato la formazione dei composti di cianuro a base di ferro, che non sono un indicatore affidabile della presenza di cianuro, così che il suo esperimento è stato gravemente viziato.

## Condanne penali
Nel 1995, Rudolf è stato condannato a 14 mesi di carcere dal tribunale distrettuale di Stoccarda per "incitamento all'odio razziale" tramite il "Rapporto Rudolf", poiché la negazione dell'Olocausto è un reato in Germania. Rudolf evitò la prigione fuggendo in Spagna, Inghilterra e infine negli Stati Uniti. Il suo primo matrimonio fu con una cittadina tedesca con la quale ebbe due figli, e si stabilirono a Hastings in Inghilterra, fino a quando divorziarono e lei tornò in Germania con i loro figli.
Nel frattempo, in Germania sono proseguite le indagini penali. Nell'agosto 2004, il tribunale distrettuale di Mannheim ha sequestrato un conto bancario nel tentativo di confiscare il 55% del fatturato aziendale di Rudolf degli anni 2001-2004, circa 214.000 euro, ma a quel tempo il conto conteneva solo circa 5.000 euro. Rudolf ed i suoi soci avevano guadagnato questi soldi vendendo pubblicazioni sulla negazione dell'Olocausto che sono vietate in Germania, ma il vero business di Rudolf era nel Regno Unito e negli Stati Uniti.
L'11 settembre 2004, Rudolf ha sposato una cittadina statunitense e si è stabilito a Chicago; la coppia in seguito ebbe un figlio. Ha chiesto asilo politico, o almeno il diritto di non essere espulso, ma questo è stato respinto nel novembre 2004 sulla base che la domanda non aveva pregio e si trattava di un caso di lite frivola. Rudolf fece appello contro questa sentenza e all'inizio del 2006 la Corte Federale degli Stati Uniti di Atlanta ritenne che la sua richiesta non fosse "frivola", ma confermò la decisione che non era fondata. I servizi di immigrazione hanno affermato che Rudolf non aveva il diritto di presentare una domanda per rimanere con la sua famiglia. Il 14 novembre 2005, Rudolf è stato estradato in Germania dove era ricercato per incitamento all'odio razziale (Volksverhetzung). Al suo arrivo, fu arrestato dalla polizia e trasferito in una prigione a Rottenburg, e poi in un'altra a Stoccarda nel Baden-Württemberg.
Il 15 marzo 2007, il tribunale distrettuale di Mannheim lo ha condannato a due anni e sei mesi di carcere per incitamento all'odio, denigrazione dei morti e diffamazione. Rudolf accettò il verdetto e le copie delle sue "Lezioni sull'Olocausto" furono confiscate e distrutte. La richiesta iniziale dell'accusa di confiscare 214.000 euro è stata ridotta a 21.000 euro, il fatturato totale delle vendite del libro. È stato rilasciato dal carcere il 5 luglio 2009 e ora vive negli Stati Uniti con sua moglie e sua figlia.
Nel luglio 2019, Rudolf è stato arrestato vicino alla sua casa a Red Lion, in Pennsylvania, per "atti osceni in luogo pubblico" dopo essere stato trovato a fare esercizio alle 4:06 del mattino in un parco pubblico "nudo dalla vita in giù".

## Antisemitismo
Dopo che Rudolf fu licenziato dall'Istituto Max Planck, iniziò a pubblicare libri che promuovono la negazione dell'Olocausto. Ha fondato Castle Hill Publishers nel 1997 con sede a Hastings, in Inghilterra, con Theses & Dissertations Press come punto vendita americano. Nel 2000, Rudolf ha avviato la stesura di una serie di manuali sull'Olocausto in lingua inglese, una serie di titoli sulla negazione dell'Olocausto che, a partire dal 2013, comprendeva 25 titoli. Inoltre, Rudolf è strettamente associato all'organizzazione belga per la negazione dell'Olocausto Vrij Historisch Onderzoek (VHO). Fino al suo arresto alla fine del 2005, ha pubblicato l'ormai defunto "Vierteljahreshefte für freie Geschichtsforschung" (Rivista trimestrale per la ricerca storica gratuita), descritto dall'Ufficio tedesco per la protezione della Costituzione come "un organo di estrema destra".

## Opere pubblicate
- Auschwitz-Lies: Legends, Lies, and Prejudices on the Holocaust, with Carlo Mattogno (Theses & Dissertations Press, 2005), ISBN 1591480213
- Dissecting the Holocaust: The Growing Critique of Truth and Memory (Theses & Dissertations Press, 3rd edition, 2003), ISBN 0967985625
- The Rudolf Report: Expert Report on Chemical and Technical Aspects of the Gas Chambers of Auschwitz (Theses & Dissertations Press, 3rd edition, 2003), ISBN 096798565X